# محمد علي بشر
 محمد على إسماعيل بشر (14 فبراير 1951 -) ولد في كفر المنشي - قويسنا - المنوفية) من أعضاء حزب الحرية والعدالة الذراع السياسى لجماعة الإخوان المسلمين، عينه الرئيس المصري محمد مرسي محافظا للمنوفية سنة 2012 وعُيّن وزيرا للتنمية المحلية في التشكيل الثاني لوزارة هشام قنديل في أول سنة 2013. ويعمل أستاذًا متفرغًا بكلية الهندسة- جامعة المنوفية- قسم (الهندسة الكهربية).

## العمل
- عُيّن وزيرا للتنمية المحلية في التشكيل الثاني لوزارة هشام قنديل في أول سنة 2013.
- محافظ المنوفية، تم تعينه بتاريخ 4 سبتمبر 2012 في حركة المحافظين الجدد للرئيس محمد مرسي محافظا للمنوفية.
- أستاذ بكلية الهندسة جامعة المنوفية قسم الهندسة الكهربية.
- التحق بـ(الإخوان المسلمون) عام 1979 م.

## حياته الشخصية
- راجت شائعة بأنه أخ للسيدة نجلاء علي زوجة الرئيس /محمد مرسي ولكن عائلته نفت ذلك قائلة أنه تشابه أسماء.[1]

## حياته العلمية
1. (بكالوريوس) الهندسة الكهربية بتقدير (ممتاز) 1974 م من المعهد العالي الصناعي بـ(شبين الكوم)، والذي تحوَّل فيما بعد إلى كلية الهندسة- جامعة المنوفية، ثم عُيِّن مُعيدًا في نفس المعهد 1974 م.
2. (الماجستير) في الهندسة الكهربية 1979 م من كلية الهندسة- جامعة المنوفية بـ(شبين الكوم)، ثم عُيِّن مدرسًا مساعدًا بنفس الكلية 1979 م.
3. (الدكتوراه) من جامعة ولاية كلورادو بالولايات المتحدة الأمريكية 1984 م.
4. عُيِّن مدرِّسًا بكلية الهندسة- جامعة المنوفية 1984 م، ثم أستاذًا مساعدًا بذات الكلية عام 1992 م.
5. اختير أستاذًا زائرًا لجامعة ولاية كارولينا الشمالية بأمريكا 1998 م.
6. حصل علي درجة الاستاذية عام 2006 م.

## سنوات الاعتقال والسجن
- قُبِض عليه في 14/10/1999 م فيما عُرِف بـ(قضية النقابيين)، وأُحيل إلى المحكمة العسكرية هو وعشرون نقابيًّا متَّهمًا في هذه القضية، وحكمت عليه المحكمة العسكرية برئاسة اللواء «أحمد الأنور» بالسجن ثلاث سنوات؛ بتهمة الانتماء إلى (الإخوان المسلمون)، والإعداد لانتخابات النقابات المهنية، وأُفرِج عنه في 8/10/2002 م.
- في ديسمبر 2006 أحاله الرئيس المصري حسني مبارك إلى محاكمة عسكرية استثنائية ضمن 40 من قيادات ورجال أعمال الإخوان المسلمين رغم حصوله على عدة أحكام براءة من القضاء المدني المصري، وفي 12 يوليو 2009 حكم القضاء المصري بالإفراج عن بشر ضم 13 من قيادات الإخوان لاستكمالهم ثلاثة أرباع المدة لكن النظام المصري رفض الإفراج عنهم[2]، وتم الإفراج عنه في 15 يناير 2010 بعد قضاءه ثلاث سنوات في السجن[3]
- في نوفمبر 2014 وبعد 17 شهرا على وقوع الانقلاب العسكري في مصر تم القبض عليه ووجهت له تهمة التخابر مع أمريكا والنرويج، وهو الأمر الذي لاقى استهجانا من جانب العديد من القوى السياسية المصرية.[4] وصرحت أسرته بتردي حالته الصحية بمحبسه خاصة مع منع إدخال الأدوية والملابس له.[5]

## المشاركة في العمل العام والنقابي
- تم ترشيحه في انتخابات مجلس الشعب على رأس القائمة في الدائرة الأولى منوفية، وفاز بعضوية مجلس الشعب، ولم يُنفَّذ الحكم القضائي النهائي بأحقيته في عضوية المجلس.
- ثم رُشِّح في مجلس الشعب في عام 1995 م في الدائرة الأولى منوفية، ثم أُعيدت الانتخابات بينه وبين د. «أمين مبارك»، إلا أنه تمَّ تزوير هذه الانتخابات، التي كان فوزه فيها مؤكدًا لولا التزوير.
- فاز في انتخابات نقابة المهندسين في شعبة (الهندسة الكهربية) 1985 م.
- ثم انتُخب أمينًا مساعدًا للصندوق في النقابة العامة للمهندسين 1987 م،
- ثم أمينًا عامًّا للنقابة العامة للمهندسين منذ عام 1991 م وحتى فرض الحراسة عليها 1995 م.
- انتخب أمينًا عامًّا لاتحاد المنظَّمات الهندسية في الدول الإسلامية عام 1989 م وحتى عام 1997 م.
- أصبح محافظا للمنوفية في الرابع من سبتمبر عام 2012.
- أصبح وزيرا للتنمية المحلية في الخامس من يناير 2013

## السفر إلى الخارج
- سافر إلى معظم دول العالم في مهام علمية ونقابية، ومن هذه الدول: أمريكا- بريطانيا- فرنسا- ألمانيا- روسيا- كازاخستان-أوزباكستان- تركيا- باكستان- ماليزيا- بنجلاديش- تايلاند- تونس- الجزائر- ليبيا- السودان- الأردن- سوريا- لبنان- البحرين- الإمارات- السعودية.

## المشاركة في مؤتمرات دولية
- شارك في مؤتمرات علمية ونقابية كثيرة، منها:

1. مؤتمر التكامل التكنولوجي بين الدولة الإسلامية بالقاهرة عام 1989 م.
2. التطور التكنولوجي في العالم الإسلامي بماليزيا 1991 م.
3. الاستغلال الأمثل للثروات الطبيعية في العالم الإسلامي بباكستان عام 1993 م.
4. جودة التعليم الهندسي وآفاق المستقبل بالقاهرة 1994 م.
5. نظَّم المعلومات والاتصالات في الدول الإسلامية عمان- الأردن 1995 م.
6. البطالة بين المهندسين- المشكلة والحل.
7. نُظُم المعلومات والاتصالات في الدول الإسلامية عمان- الأردن 1995 م.
8. الفجوة التكنولوجية بين الدول النامية والدول المتقدمة تونس 2003 م.
9. مشكلة الإسكان لمحدودي الدخل في العالم الإسلامي.

| سبقه أحمد زكي عابدين | وزارة الدولة للتنمية المحلية 2013 | تبعه أحمد زكي عابدين |
| سبقه أشرف هلال       | محافظ المنوفية 2012 - 2013        | تبعه                 |

## وصلات خارجية
- موقع الحرية للدكتور محمد علي بشر
- 6 وجوه شهيرة في قضية الإخوان - الشاطر وندا ومالك وبشر وسعودي وعودة - شبكة إسلام أون لاين